# Piedra de caracteres ocultos de Guizhou
La piedra de caracteres ocultos (chino: 藏字石 / 救星石; : cángzì shí / jiùxīng shí) es una roca que se encuentra en una zona pintoresca de la ciudad de Zhangbu (掌布镇), condado de Pingtang, Prefectura autónoma buyei y miao de Qiannan, Guizhou. La piedra muestra patrones en su superficie que han sido interpretados como caracteres chinos simplificados y caracteres chinos tradicionales, y han sido leídos como "Partido Comunista de China perece" (中國共產党亡).

## Área
La piedra de caracteres ocultos es una atracción principal junto con una cuenca de agua de jade (玉水金盆) que forma parte del Parque Geológico Nacional de Qiannan Pingtang (黔南平塘地质公园). El parque tiene una superficie de unos 201,6 kilómetros cuadrados. La piedra se encuentra en un estrecho espacio entre dos acantilados, lo suficientemente ancho para que quepan dos personas.

## Historia
En junio de 2002, la exposición internacional de fotografía de Duyun (都匀国际摄影博览会) recomendó un área en Zhangbu como lugar para tomar instantáneas. La piedra fue descubierta durante la limpieza después de la exposición. La zona ha estado aislada, sin ser tocada por los humanos durante mucho tiempo. La persona que limpió el área fue el miembro del personal Wang Guo-fu (王国富), quien descubrió los caracteres escritos en la piedra.
Del 5 al 8 de diciembre de 2003 se formó un grupo de inspección científica chino para investigar la piedra con unos 15 científicos. Algunos de los notables fueron Li Ting-dong (李廷栋) de la Academia China de Ciencias, Liu Bao-jun (刘宝君) de la Academia China de Ciencias y Li Feng-lin (李凤麟) de la Universidad China de Geociencias. Se determinó que la piedra tenía unos 270 millones de años de antigüedad y correspondía al período Pérmico. No hay indicios de que los caracteres hayan sido creados por los humanos. Otros investigadores fueron Li Feng-lin (李鳳麟) y Gu Jing-yi (賈精一).
Li Ting-dong comentó además sobre la contribución de la piedra a la ciencia, y estipuló que no había nada parecido en la tierra. Liu Bao-jun se mostró a favor de realizar una investigación adicional y se interesó por la formación natural de los caracteres en la piedra. Cada carácter en la piedra es de aproximadamente un shaku cuadrado, que es aproximadamente 1 pie cuadrado (0,09 metros cuadrados).

## Descripción

### Versión de seis caracteres
La versión de seis caracteres sugiere que los caracteres de la piedra dicen "El Partido Comunista de China perece" (中国共产党亡). Se ha criticado que el sexto y último carácter "perece" (亡) ha sido ignorado a propósito para convertir una "piedra comunista perecedera" (亡共石) en una "piedra salvadora". Esta no es una versión aceptada en la República Popular China, y por tanto los medios de comunicación de China continental tienen que ocultar el carácter perecedero. A menudo, cuando las imágenes se muestran con la piedra de seis caracteres, la descripción todavía se refiere a ella por la versión de cinco caracteres. En el texto chino, el carácter "perece" (亡) se utiliza a menudo en asociación con la perdición de un estado como "el Estado Chu perece" (楚亡), "el Estado Wei perece" (魏亡).

### Chino tradicional y simplificado
Los caracteres de la piedra son una mezcla de caracteres chinos tradicionales y caracteres chinos simplificados. El primer y tercer carácter (中, 共) son idénticos en ambas versiones. El segundo carácter "país" (國) y el cuarto carácter "produce" (產) están en la forma tradicional. El quinto carácter, "partido" (党) está en la forma simplificada. El sexto carácter "perece" (亡) no tiene ninguna diferencia. Algunos han analizado todos los caracteres impares como simplificados, mientras que los pares son tradicionales.
- En la piedra: 中國共產党亡
- Chino tradicional: 中國共產黨亡
- Chino simplificado: 中国共产党亡

### Análisis
El origen de los caracteres sigue siendo objeto de controversia. Hubo algunas especulaciones iniciales de que los caracteres fueron puestos allí por el Ejército Popular de Liberación, pero según el camino de la Larga Marcha, nunca fueron a Pingtang. Por otro lado los caracteres se leen de izquierda a derecha, lo cual no se practicaba en ese momento. La inclusión de un carácter simplificado antes de que el Partido Comunista Chino hiciera alguna simplificación también descartó esta teoría. También había algunos escépticos que sospechaban que el pueblo estaba creando un fraude para atraer turistas en ese momento, mientras que otros creen que la piedra de caracteres ocultos fue hecha durante la Revolución Cultural.

## Referencia cultural
La piedra de caracteres ocultos ha aparecido como tema en varios programas como "Approaching Science" de CCTV (走近科学) y "China's Mystery Files" de Hong Kong ATV (中國神祕檔案). Ambos se refieren a la versión de cinco caracteres.